# کتاب‌شناسی میشل فوکو
کتاب‌شناسی میشل فوکو آثار زیر را در بر می‌گیرد:

## ترجمه به فارسی
رساله‌ها
- ف‍وک‍و، م‍ی‍ش‍ل، اراده ب‍ه دان‍س‍ت‍ن (جلد اول از چهار جلدی تاریخ جنسیت)، ت‍رج‍م‍هٔ ن‍ی‍ک‍و س‍رخ‍وش و اف‍ش‍ی‍ن ج‍ه‍ان‍دی‍ده، ت‍ه‍ران: ن‍ش‍ر ن‍ی، ۱۳۸۳.
- فوکو، میشل، کاربرد لذت (جلد دوم از چهار جلدی تاریخ جنسیت)، ت‍رج‍م‍هٔ نیما حیاتی مهر، ت‍ه‍ران: ن‍ش‍ر شدت، ۱۳۹۸.
- فوکو، میشل، مراقبت از خود (جلد سوم از چهار جلدی تاریخ جنسیت)، ت‍رج‍م‍هٔ نیما حیاتی مهر، ت‍ه‍ران: ن‍ش‍ر شدت، 1400.[۱]
- فوکو، میشل، اعترافات شهوت (جلد چهارم از چهار جلدی تاریخ جنسیت)، ت‍رج‍م‍هٔ نیما حیاتی مهر، ت‍ه‍ران: ن‍ش‍ر شدت، 1402.[۲]
- ف‍وک‍و، م‍ی‍ش‍ل، تاریخ جنون، ت‍رج‍م‍هٔ ف‍اطم‍ه ول‍ی‍ان‍ی، ت‍ه‍ران: ش‍ه‍ر ک‍ت‍اب، ه‍رم‍س (ک‍اراگ‍اه)، ۱۳۷۷.
- ف‍وک‍و، م‍ی‍ش‍ل، پ‍ی‍دای‍ش ک‍ل‍ی‍ن‍ی‍ک: دی‍ری‍ن‍ه‍. ش‍ن‍اس‍ی ادراک پ‍زش‍ک‍ی، ت‍رج‍م‍هٔ ی‍ح‍ی‍ی ام‍ام‍ی، ت‍ه‍ران: ن‍ق‍ش و ن‍گ‍ار، ۱۳۸۵.
- ف‍وک‍و، م‍ی‍ش‍ل، تولد پزشکی بالینی: باستان‌شناسی نگاه پزشکی، ترجمهٔ فاطمه ولیانی، تهران: انتشارات ماهی، ۱۳۹۲.
- ف‍وک‍و، م‍ی‍ش‍ل، نظم اشیاء: دیرینه‌شناسی علوم انسانی، ترجمهٔ یحیی امامی، تهران: پژوهشکدهٔ مطالعات فرهنگی و اجتماعی، ۱۳۸۹.
- ف‍وک‍و، م‍ی‍ش‍ل، نظم اشیاء: دیرینه‌شناسی علوم انسانی، ترجمهٔ احسان خرم‌دره، تهران: سوین، ۱۳۹۰. (با عنوان نظم امور، نشر تیسا، ۱۳۹۸.)
- ف‍وک‍و، م‍ی‍ش‍ل، الفاظ و اشیا: باستان‌شناسی علوم انسانی، ترجمهٔ فاطمه ولیانی، تهران: انتشارات ماهی، ۱۳۹۶. (با عنوان واژه‌ها و چیزها، انتشارات آگه، ۱۳۸۸.)
- ف‍وک‍و، م‍ی‍ش‍ل، دیرینه‌شناسی دانش، ترجمهٔ عبدالقادر سواری، تهران: گام نو، ۱۳۸۸.
  - ف‍وک‍و، م‍ی‍ش‍ل، دیرینه‌شناسی دانش، ترجمهٔ نیکو سرخوش و افشین جهاندیده، تهران: نشر نی، ۱۳۹۲.
- ف‍وک‍و، م‍ی‍ش‍ل، م‍راق‍ب‍ت و ت‍ن‍ب‍ی‍ه: ت‍ول‍د زن‍دان، ت‍رج‍م‍هٔ ن‍ی‍ک‍و س‍رخ‍وش و اف‍ش‍ی‍ن ج‍ه‍ان‍دی‍ده، ت‍ه‍ران: ن‍ش‍ر ن‍ی، ۱۳۷۸. (چاپ سیزدهم، ۱۳۹۵.)

درس گفتارهای فوکو در کلژ دو فرانس
- ف‍وک‍و، م‍ی‍ش‍ل، نظم گفتار: درس اف‍ت‍ت‍اح‍ی در ک‍ل‍ژ دو ف‍ران‍س، دوم دس‍ام‍ب‍ر ۱۹۷۰، ت‍رج‍م‍هٔ ب‍اق‍ر پ‍ره‍ام، تهران: ت‍ه‍ران: آگ‍اه، ۱۳۷۸. (سپهر خرد، ۱۳۹۸.)
- ف‍وک‍و، م‍ی‍ش‍ل، باید از جامعه دفاع کرد: درس‌گفتارهای کولژ دوفرانس ۱۹۷۵–۱۹۷۶، ترجمهٔ رضا نجف‌زاده، تهران: رخداد نو، ۱۳۹۰. (اختران، ۱۳۹۸.)
- ف‍وک‍و، م‍ی‍ش‍ل، تولد زیست سیاست: درس‌گفتارهای کلژ دوفرانس، ۱۹۷۸–۱۹۷۹، ترجمهٔ رضا نجف‌زاده، تهران: نشر نی، ۱۳۹۲.
- ف‍وک‍و، م‍ی‍ش‍ل، تئاتر فلسفه: گزیده‌ای از درس‌گفتارها، کوتاه نوشت‌ها، گفتگوها و …، ترجمهٔ نیکو سرخوش و افشین جهاندیده، تهران: نشر نی، ۱۳۸۹.

دیگر آثار
- ف‍وک‍و، م‍ی‍ش‍ل، ای‍ن ی‍ک چ‍پ‍ق ن‍ی‍س‍ت: ب‍ا ن‍ق‍اش‍ی‌ه‍ایی از رن‍ه م‍گ‍ری‍ت، ب‍رگ‍ردان م‍ان‍ی ح‍ق‍ی‍ق‍ی، ت‍ه‍ران: ن‍ش‍ر م‍رک‍ز، ۱۳۷۵.
- ف‍وک‍و، م‍ی‍ش‍ل، ای‍ران روح ی‍ک ج‍ه‍ان ب‍دون روح (م‍ج‍م‍وع‍ه م‍ص‍اح‍ب‍ه‌ه‍ا)، ت‍رج‍م‍هٔ اف‍ش‍ی‍ن ج‍ه‍ان‍دی‍ده و ن‍ی‍ک‍و س‍رخ‍وش، ت‍ه‍ران: ش‍ه‍ر ک‍ت‍اب، ه‍رم‍س، ۱۳۷۷. (ن‍ش‍ر ن‍ی، ۱۳۷۹، چاپ دهم: ۱۳۹۳.)
- ف‍وک‍و، م‍ی‍ش‍ل، ای‍ران‍ی‌ه‍ا چ‍ه روی‍ای‍ی در س‍ر دارن‍د؟ (ت‍ه‍ران، ۱۳۵۷)، ت‍رج‍م‍هٔ ح‍س‍ی‍ن م‍ع‍ص‍وم‍ی‌ه‍م‍دان‍ی، ت‍ه‍ران: ش‍ه‍ر ک‍ت‍اب، ه‍رم‍س، ۱۳۷۷. (چاپ هفتم، هرمس، ۱۳۹۳.)
- ف‍وک‍و، م‍ی‍ش‍ل، ب‍ررس‍ی ی‍ک پ‍رون‍ده ق‍ت‍ل، ت‍رج‍م‍هٔ م‍رت‍ض‍ی ک‍لان‍ت‍ری‍ان، ت‍ه‍ران: آگ‍اه، ۱۳۷۶. (چاپ چهارم، آگه، ۱۳۹۴.)
- ف‍وک‍و، م‍ی‍ش‍ل، به سوی نقدی بر عقل سیاسی، ترجمهٔ محمدزمان زمانی‌جمشیدی، تهران: شب‌خیز، ۱۳۹۸.
- ف‍وک‍و، م‍ی‍ش‍ل، ن‍ی‍چ‍ه، ف‍روی‍د، م‍ارک‍س، ت‍رج‍م‍هٔ اف‍ش‍ی‍ن ج‍ه‍ان‍دی‍ده و دی‍گ‍ران، ت‍ه‍ران: ش‍ه‍ر ک‍ت‍اب، ه‍رم‍س، ۱۳۸۱؛ چاپ ششم، ۱۳۹۲.
- ف‍وک‍و، م‍ی‍ش‍ل و دری‍دا، ژاک، کوگیتو و تاریخ جنون (مجموعه مقالات از فوکو و دریدا)، ترجمهٔ فاطمه ولیانی، تهران: هرمس، ۱۳۸۸. (چاپ دوم، هرمس، ۱۳۹۴.)
- ف‍وک‍و، م‍ی‍ش‍ل، تماشای چوبهٔ دار، برگردان محمدصادق رئیسی، تهران: روزگار نو، ۱۳۹۸.
- ف‍وک‍و، م‍ی‍ش‍ل، سیاست و خرد و چند گفتگوی دیگر: مصاحبه‌ها و دیگر آثار ۱۹۷۷–۱۹۸۴، ویراستار لاورنس د. کریتزمن، ترجمهٔ محمدرضا اخلاقی‌منش، تهران: انتشارات مصدق، ۱۳۹۵.
- ف‍وک‍و، م‍ی‍ش‍ل و دیگران، حقیقت و ادبیات: ده جستار در شناخت ادبیات، گزینش و برگردان عباس شکری، پیش‌خوانی منصور کوشان، آمریکا: انتشارات آرست، ۲۰۱۲م. = ۱۳۹۱.
- ف‍وک‍و، م‍ی‍ش‍ل، خاستگاه هرمنوتیک خود: سخنرانی‌ها در کالج دارتموت ۱۹۸۰، ترجمهٔ نیکو سرخوش و افشین جهاندیده، تهران: نشر نی، ۱۳۹۶.
- ف‍وک‍و، م‍ی‍ش‍ل، درآمدی بر انسان‌شناسی کانت، برگردان انگلیسی روبرتو نگرو و کیت بریگز، ویرایش و پانویس‌ها از روبرتو نگرو، برگردان فارسی علیمراد عناصری، تهران: کتاب برادر، ۱۳۹۷.
- ف‍وک‍و، م‍ی‍ش‍ل، گفتمان و حقیقت: تبارشناسی حقیقت‌گویی و آزادی بیان در تمدن غرب، برگردان علی فردوسی، تهران: دیبایه، ۱۳۹۰.
- ف‍وک‍و، م‍ی‍ش‍ل، مانه و ابژهٔ نقاشی، ترجمهٔ آرزو مختاریان، تهران: انتشارات شوند، ۱۳۹۶.
  - ف‍وک‍و، م‍ی‍ش‍ل، مانه و ابژهٔ نقاشی، ترجمهٔ صالح نجفی، تهران: نشر لگا، ۱۳۹۷.
- ف‍وک‍و، م‍ی‍ش‍ل، ملاحظاتی دربارهٔ مارکس، ترجمهٔ امیرهوشنگ افتخاری‌راد، تهران: نشر چشمه، ۱۳۹۷.
- چ‍ام‍س‍ک‍ی، ن‍وآم و ف‍وک‍و، م‍ی‍ش‍ل، مناظرهٔ چامسکی-فوکو در باب طبیعت بشر، ترجمهٔ مهدی افشار، تهران: انتشارات مصدق، ۱۳۹۷.
- ف‍وک‍و، م‍ی‍ش‍ل، م‍ؤل‍ف چ‍ی‍س‍ت؟ (م‍ق‍الات‍ی از ف‍وک‍و و درب‍ارهٔ ف‍وک‍و)، ت‍رج‍م‍هٔ ف‍اطم‍ه ول‍ی‍ان‍ی، ت‍ه‍ران: ش‍ه‍ر ک‍ت‍اب، ه‍رم‍س، ۱۳۷۷.
- ف‍وک‍و، م‍ی‍ش‍ل، نبردی برای نجابت و چند گفتگوی دیگر: مصاحبه‌ها و دیگر آثار ۱۹۷۷–۱۹۸۴، ترجمهٔ محمدرضا اخلاقی‌منش، ویراستار لاورنس د. کریتزمن، تهران: انتشارات مصدق: جامی، ۱۳۹۵.
- ف‍وک‍و، م‍ی‍ش‍ل، نقد چیست؟ و پرورش خود، ترجمهٔ نیکو سرخوش و افشین جهاندیده، تهران: نشر نی، ۱۳۹۷.
- ف‍وک‍و، م‍ی‍ش‍ل، فونتانا-جیوستی، گوردانا. فوکو برای معماران (گزیده‌هایی از اندیشه‌های فوکو به همراه نقد و تحلیلشان)، ترجمهٔ احسان حنیف، تهران: نشر فکر نو، ۱۳۹۶.